# Linggaindah
Linggaindah is een bestuurslaag in het regentschap Kuningan van de provincie West-Java, Indonesië. Linggaindah telt 621 inwoners (volkstelling 2010).